# Julije Drohobeczky
Julije Drohobeczky (Gany, kod Užhoroda, Ukrajina, 5. listopada 1853. − Strmac Pribićki kraj Krašića, 11. veljače 1934.), hrvatski grkokatolički biskup, politički i kulturni djelatnik, rusinske nacionalnosti, veliki hrvatski domoljub i borac za hrvatski jezik. Bio je predsjednik Hrvatskoga glazbenog zavoda.
Zaredio se za svećenika 1870. godine. U Užhorodu bio je u biskupskoj kancelariji, a poslije profesor povijesti, pedagogije i glazbe, a potom i ravnatelj učiteljske škole te urednik i suradnik mađarskog časopisa Kelet (Istok).  Godine 1891. je izabran i potvrđen za biskupa Križevačke biskupije, a svečano je ustoličen 28. kolovoza 1892. u zagrebačkoj katedrali.
Biskupsku dužnost je obnašao do 1917., kad se povukao. Istog je dana postavljen za naslovnog biskupa Polibota. Umro je 1934. kao biskup emeritus Križevačke biskupije. Posvetio je nadbiskupa Antala Pappa i biskupa Istvána Miklósyja, a asistirao je pri posvećenju biskupa Ivana Krstitelja Krapca.
Srpski pravoslavci nisu s odobravanjem dočekali njegovo ustoličenje za biskupa, jer su zbog njegovih vizitacija (po Dalmaciji, Žumberku, Srijemu, Bačkoj) smatrali da time pokušava pounijatiti Srbe, a osobito su mu se velikosrbi i pravoslavni hijerarsi protivili jer se zauzimao za prava Grkokatoličke Crkve. Ustoličenju su se protivili neki političari koji su bili oko lista Obzora, a nakon vizitacija napadali su ga u listovima Srbobranu, Zastavi, Narodnom glasniku i Novom vremenu. Napade je trpio i u Saboru (srp. zastupnik S. Popović), a razmjer napada dosegao je toliki opseg da je to bila tema njegove pastirske poslanice. Biskupske je okružnice objavio u Hrvatskoj, Balkanu i Katoličkom listu.
Problema je imao s nekatoličkim krugovima jer je bio protivnik latiniziranja obreda u liturgiji, kao i tome što su htjeli otežati grkokatoličkim svećenicima sklapanje braka. Ustrajao je u tome da se liturgiju Grkokatoličke Crkve u južnoslavenskim krajevima uvede živi narodni jezik. Radi toga eskalirao je stvar sve do pape Lava XIII. Problema s rimokatolicima imao je zbog istarskog sela Riemanja (župa Riemanje i Log u tršćansko-koparskoj biskupiji) koje je htjelo prijeći na grčki obred radi staroslavenskog jezika u crkvi. Drohobeczky je radi toga putovao u Rim da bi to povoljno riješio.
Radio je na razvijanju glazbene kulture u Hrvatskoj, osobito je njegovao crkvenoslavensko pjevanje, te je sredio zbirku crkvenoslavenskih napjeva Venac. Bio je osnivač i predsjednik Hrvatskoga glazbenog zavoda od 1893. do 1919. godine.
Bio je veliki umjetnički mecena, zaslužan za raskošnu obnovu križevačke katedrale Presvetog Trojstva koja je trajala od 1895. do 1897. godine.
Osnovao je Julianum, internat za siromašnu mladež iz Zagore i Žumberka i osnovao dušobrižničke centre za Rusine u Srijemu, Slavoniji, Podravini i Ukrajince u Bosni. Mnogo je radio i na unaprjeđenju stočarstva i poljodjelstva u okolici Križevaca i na biskupijskom imanju, zbog čega je upao u dug, što su političari i crkveni neistomišljenici jedva dočekali da ga maknu s mjesta biskupa.
Zaslužan je za dolazak redovnica bazilijanki u Hrvatsku; prve redovnice bile su Hrvatice koje su išle u Ukrajinu u novicijat, a poslije se vratile u Križevce gdje su nastavile djelovati.
Angažirao se je i u politici. Neprestano se sukobljavao s eksponentima velikomađarskog nacionalizma u Hrvatskoj Khuenom Héderváryjem i Istvanom Tiszom. U politici je bio neovisan, po okolnostima je bio član Hrvatsko - srpske koalicije 1906. do 1907. godine. U ime hrvatske četrdesetorice dao je izjavu o Riječkoj rezoluciji, a iz Koalicije su ga izbacili zbog nastupa koji je bio u korist Kossuthove željezničke pragmatike.
Zbog čestih nesporazuma i sukoba s političarima i crkvenim uglednicima smijenjen je 1917. godine.
Zadnje je godine života doživio i policijska saslušavanja jer su ga sumnjičili za komunizam. Bio je bez prihoda te su mu prijatelji uspjeli izboriti mirovinu, koju je koristio za pomoć siromašnima i dovršenje kuće i kapelice. Nikodim Milaš ga spominje u svojoj Autobiografiji.
Pokopan je u križevačkoj katedrali u kripti.